# 고노카와역
고노카와역(일본어: 高野川駅 코우노카와에키[*])은 일본 에히메현 이요시 있는 시코쿠 여객철도 요산선의 역이다. 역 번호는 S07이며, 단선 승강장 1면 1선의 구조를 지닌 지상역이다.

## 이용 현황
| 연도   | 하루 평균 승차 인원 |
| ------ | ------------------- |
| 2006년 | 37                  |

## 역 주변
- 고노카와 해수욕장
- 도리노키 단지

## 역사
- 1963년 2월 1일 : 일본국유철도의 역으로서 개업.
- 1987년 4월 1일 : 민영화에 의해, 시코쿠 여객철도로 이관.

## 인접 정차역
| 시코쿠 여객철도 요산선        | 시코쿠 여객철도 요산선 | 시코쿠 여객철도 요산선          |
| ----------------------------- | ---------------------- | ------------------------------- |
| S 06 무카이바라 마쓰야마 방면 | 요산 선                | 이요카미나다 S 08 이요오즈 방면 |